# Teracotona subapproximans
Teracotona subapproximans är en fjärilsart som beskrevs av Rothschild 1933. Teracotona subapproximans ingår i släktet Teracotona och familjen björnspinnare. Inga underarter finns listade i Catalogue of Life.